# Rebel Never Gets Old
«Rebel Never Gets Old» — сингл-мэшап песен «Rebel Rebel» и «Never Get Old» Дэвида Боуи, когда эти две песни были смешаны друг в друга. Сам процесс мэшапа был произведен продюсером Марком Видлером, также известным как Go Home Productions. Он был выпущен в Европе в 2004 году, как редкий сингл к альбому Reality (прилагался к нескольким копиям). «Radio Mix» песни был доступен для загрузка через iTunes прежде, чем промосингл был выпущен. Сингл в конечном счете официально появился как CD-сингл, 12 дюймовая виниловая версия и 12 дюймовая виниловая пластинка в обложке, но по некоторым причинам первые два вида сингла было очень трудно заполучить.

## Список композиций
CD: ISO-Columbia / COL 674971 (EU)
1. «Rebel Never Gets Old» (Radio Mix) 3:25
2. «Rebel Never Gets Old» (7th Heaven Edit) 4:19
3. «Rebel Never Gets Old» (7th Heaven Mix)
4. «Days» (Album version)